# Полідор (цар Спарти)
Полідор (дав.-гр. Πολύδωρος, «багато обдарований») — цар Спарти із роду Агіадів, що правив в 700—665 роках до н. е. (за іншою хронологією — 741—720 роках до н.е.). Син Алкамена. На думку ряду вчених, жив не раніше VII століття до н. е..
Основна подія правління Полидора — Перша Мессенська війна. Він командував спартанцями разом з Феопомпом (іншим царем Спарти з династії Еврипонтидів) в битві 739 року до н. е .. . Згідно Полиєну, перед одній з битв він направив до мессенців перебіжчика, повідомивши про свою сварку з Феопомпом, а Феопомп заховав своє військо. Тоді мессенці напали на військо одного Полидора, але були розбиті Феопомпом, який зайняли цитадель.
Полідор і Феопомп внесли поправку в Ретру Лікурга про право геронтів і архагетів скасувати рішення народу. У його правління лакедемоняни заснували колонію у Кротоні.
Після перемоги Полідор здійснив поділ земель, виділивши 3000 або 4500 наділів. По закінченні війни він був убитий спартанцем Полемархом. Ймовірно на цей час припадає змова парфенії (від зв'язку спартіатів і періеків) на чолі з Фарантом з Амікл. До заколоту долучилися ілоти. Проте змову було викрито та придушено заворушення. Парфенії з Фалантом втекли або їх було заслано з Лаконіки. Вони вирушили до Італії, де заснували місто Тарент.
Павсаній стверджує, що він був особливо люблений народом. Його статуя була на площі Спарти, а на державній печатці Спарти було його зображення.